# En man för mig
En man för mig är en amerikansk romantisk dramafilm från 1932 i regi av Wesley Ruggles. Detta var den enda film som Clark Gable och Carole Lombard gjorde tillsammans. Trots att de några år senare kom att gifta sig var deras relation under inspelningen av denna film inte särskilt hjärtlig.

## Handling
Korthajen och falskspelaren Babe har lyckats lura av en intet ont anande pokerspelare pengar. När han hotas att avslöjas lämnar han New York för att ligga lågt i en mindre stad. Där träffar han en uttråkad bibliotekarie som han sedermera gifter sig med. Men ska han kunna förändra sin livsföring?

## Rollista
- Clark Gable - Jerry Stewart, kallad "Babe"
- Carole Lombard - Connie Randall
- Dorothy Mackaill - Kay Everly
- Grant Mitchell - Charlie Vane
- Elizabeth Patterson - Mrs. Randall
- George Barbier - Mr. Randall
- J. Farrell MacDonald - polisman Collins
- Walter Walker - Mr. Morton
- Paul Ellis - Vargas
- Charley Grapewin - George, tjänsteman